# Euphémé (Charite)
Pour les articles homonymes, voir Euphémé.
Dans la mythologie grecque, Euphémé (en grec ancien Ευφήμη / Euphêmê) est la déesse des louanges et des acclamations et une des quatre « jeunes Charites » dans la mythologie grecque. Son opposé est Momos, le dieu de la raillerie.

## Biographie
Elle est la fille d'Héphaïstos et d'Aglaé (une des trois Kharites, filles de Zeus). 
Aglaé et ses sœurs sont appelées « Kharites anciennes ». Euphémé et ses sœurs, Philophrosyne (déesse de la bienveillance, de la bonté, de l'amitié, de la bienvenue et de la gentillesse), Eukléia (déesse de la gloire) et Euthénia (déesse de la prospérité) forment ensemble le groupe des « jeunes Kharites ».

## Évocation moderne

### Astronomie
Son nom a été donné à un satellite naturel de Jupiter, Euphémé, découvert en février 2003 (nom officiel: Jupiter LV Euphémé). Avant que ce nom ne lui soit donné, cette lune de Jupiter portait la désignation provisoire S/2003 J 3.